# Barleria senensis
Barleria senensis är en akantusväxtart som beskrevs av Johann Friedrich Klotzsch. Barleria senensis ingår i släktet Barleria och familjen akantusväxter. Inga underarter finns listade i Catalogue of Life.